# Melvin Hochster
Melvin Hochster (né le 2 août 1943 à New York) est un éminent mathématicien américain, considéré comme l'un des principaux spécialistes de l'algèbre commutative en activité aujourd'hui. Il est actuellement titulaire de la chaire Jack E. McLaughlin de professeur de mathématiques à l'Université du Michigan.

## Formation et carrière
Hochster étudie à la Stuyvesant High School, où il était le capitaine de l'équipe de Mathématiques, et il a reçu un B. A. de l'Université Harvard. Alors qu'il est à Harvard, il a été un Putnam fellow en 1960. Il a obtenu son doctorat en 1967 de l'Université de Princeton, où il a écrit une thèse sous la direction de Gorō Shimura permettant de caractériser les spectres premiers d'anneaux commutatifs. Il a occupé des postes à l'Université du Minnesota et à l'Université Purdue, avant de rejoindre la faculté de l'université du Michigan en 1977. 

## Travaux
Hochster travaille principalement dans le domaine de l'algèbre commutative, en particulier l'étude des modules sur des anneaux locaux. Il a établi les théorèmes classiques concernant les anneaux de Cohen-Macaulay, la théorie des invariants et l'algèbre homologique (en). Par exemple, le théorème de Hochster-Roberts dit que l'invariant (en) de l'anneau d'un groupe linéairement réductif agissant sur un anneau régulier (en) est de Cohen-Macaulay. 
Son ouvrage le plus connu porte sur les conjectures homologiques (en), qu'il a pour la plupart établies pour les anneaux locaux contenant un champ, grâce à sa preuve de l'existence de grandes modules de Cohen-Macaulay et à sa technique de réduction au caractère  premier. Son travail le plus récent concerne la fermeture étanche (en), introduite en 1986 avec Craig Huneke, et qui a trouvé des applications inattendues en algèbre commutative et en géométrie algébrique.

## Prix et distinctions
Hochster partage le prix Cole en 1980 avec Michael Aschbacher, il a reçu une bourse Guggenheim en 1981. Il a été élu membre de l'Académie nationale des sciences et de l'Académie américaine des arts et des sciences depuis 1992. En 2008, à l'occasion de son 65e anniversaire, il a été à l'honneur avec une conférence à Ann Arbor et avec un volume spécial du Michigan Mathematical Journal.
Hochster a été récompensé pour ses efforts dans l'encadrement et la vulgarisation des mathématiques par le biais de conférences et d'articles. Il a supervisé plus de 40 étudiants de doctorat, et l'Association for Women in Mathematics a souligné son rôle éminent dans l'encadrement des étudiantes pour poursuivre une carrière dans les mathématiques. Il est actuellement (depuis 2009) président du département de mathématiques de l'Université du Michigan.
En 1978 il est conférencier invité au congrès international des mathématiciens à Helsinki avec une conférence intitulée « Cohen-Macaulay rings and modules ». 

## Publications
- Hochster, Melvin, Topics in the homological theory of modules over commutative rings, Providence, American Mathematical Society, 1975 (ISBN 0-8218-1674-8, lire en ligne)
- « Rings of invariants of tori, Cohen-Macaulay rings generated by monomials, and polytopes », Annals of Math. 96, 1972, p. 318–337
- « Cohen-Macaulay modules », in Conference on Commutative Algebra (Lawrence, Kansas, 1972), Lecture Notes in Mathematics 311, Springer-Verlag, Berlin, 1973, p. 120–152.
- « Cohen-Macaulay rings, combinatorics, and simplicial complexes », in Proceedings of the Second Oklahoma Ring Theory Conference (March 1976), Marcel-Dekker, New York, 1977, p. 171–223.
- « Big and small Cohen-Macaulay modules », in Proceedings of the Special Session on Module Theory (Seattle, Aug. 1977), Lecture Notes in Mathematics 700, Springer 1979, p. 119–142
- « Homological conjectures, old and new », Illinois J. Math. 51, 2007, p. 151–169.
- avec Craig Huneke :
  - Hochster, Melvin et Huneke, Craig, Phantom homology, Providence, American Mathematical Society, 1993 (ISBN 0-8218-2556-9, lire en ligne), chap. 103
  - « Tightly closed ideals », Bulletin AMS, 18, 1988, p. 45–48
  - « Tight closure, in Commutative Algebra », Math. Sci. Research Inst. Publ. 15, Springer-Verlag, New York-Berlin-Heidelberg, 1989, p. 305–324.
  - « Tight closure, invariant theory, and the Briançon–Skoda theorem », Journal of the American Mathematical Society 3 (1), 1990, p. 31–116.
  - « Infinite integral extensions and big Cohen-Macaulay algebras », Annals of Math. 135, 1992, p. 53–89.